# لکر
لکر (به لاتین: Loker) یک منطقهٔ مسکونی در بلژیک است که در هوولانت واقع شده‌است. لکر ۶٫۸۰ کیلومتر مربع مساحت و ۵۷۲ نفر جمعیت دارد.